# Epicoma barytima
Epicoma barytima är en fjärilsart som beskrevs av Turner 1917. Epicoma barytima ingår i släktet Epicoma och familjen tandspinnare. Inga underarter finns listade i Catalogue of Life.